# Jesús, María y José
Jesús, María y José ist ein mexikanischer Spielfilm des Regisseurs Miguel Zacarías aus dem Jahr 1972. Er behandelt die Kindheit Jesu Christi. Die Uraufführung des Films fand am 23. März 1972 in Mexiko statt.

## Handlung
Nach dem Kindermord in Bethlehem bricht die Hl. Familie bestehend aus Jesus, Maria und Josef von Nazaret zur Flucht nach Ägypten auf. Josef arbeitet dort als Tischler; die Familie freundet sich mit dem Ägypter Amroth an. Als Jesus eines Tages einen kleinen Hund mit nach Hause bringt und Josef Bedenken äußert, dass ein Hund viel Nahrung braucht, verwandelt Jesus eine Schüssel Wasser in Milch. Jesus nennt seinen Hund Amroth.
Als Amroth Josef beauftragt, ein Kreuz für die Hinrichtung eines Kriminellen zu bauen, lehnt dieser ab. Josef und Maria überlegen, wie es weitergehen soll. Da erscheint Josef ein Engel und verkündet ihm, er solle mit Maria und Jesus nach Nazareth zurückkehren, da jene, die sie einst verfolgt haben, inzwischen verstorben sind. Als sie auf ihrem Weg durch die Wüste in Gefahr sind, von einer Räuberbande überfallen zu werden, lässt Jesus sich und seine Eltern für kurze Zeit verschwinden.
In Nazareth, das noch immer unter römischer Besatzung steht, unterhält Jesus die Menschen mit Kunststücken seines Hundes Amroth.
Hohepriester Kajaphas nimmt Jesus in seiner Schulklasse in der Synagoge auf, wo Jesus den Hohepriester durch kritische Nachfragen bald an seine Grenzen führt. Kaiphas schickt Jesus nach kurzer Zeit wieder nach Hause. Zuhause beeindruckt Jesus Maria und Josef unter anderem mit seinen Fähigkeiten, die Heilige Schrift auf Hebräisch zu lesen. Während Jesus sich bei Zachäus weiterhin mit der Heiligen Schrift und den Propheten beschäftigt, bringt Josef ihm den Tischlerberuf bei.
Joseph wird von den Fischern Simon Petrus und Andreas beauftragt, ihr schadhaftes Boot zu reparieren. Josef und Jesus helfen Petrus und Andreas, als eine Marktfrau die beiden Fischer beschuldigt, sie betrogen zu haben.
Wenig später nehmen Maria und Josef Johannes, den Sohn von Marias Verwandter Elisabet, bei sich auf; Jesus und Johannes werden Freunde. Unterwegs werden beide von einer Gruppe Jugendlicher belästigt, die allerdings nichts gegen die beiden ausrichten können. Als sie beispielsweise Vögel aus Ton zerstören wollen, die Jesus und Johannes gemeinsam hergestellt haben, erweckt Jesus die Tonvögel zum Leben, so dass diese sogleich wegfliegen können.
Wenige Jahre später pilgern Maria und Josef während des Pessachfestes mit dem zwölfjährigen Jesus zum Tempel nach Jerusalem. Dort fällt Jesus den Besuchern des Tempels durch seine weisen Worte auf. Während Maria und Josef sich mit Johannes auf dem Heimweg nach Nazareth machen, bleibt Jesus zurück, um mit den Hohepriestern zu diskutieren. Unterwegs bemerken Maria und Josef das Fehlen Jesu und beschließen, ihn zu suchen. Nach Jerusalem zurückgekehrt, finden sie ihn schließlich im Tempel im Zwiegespräch mit den Hohepriestern. Auf Marias Vorhaltungen entgegnet Jesus, im Tempel seines Vaters gewesen zu sein.
Nach der Rückkehr nach Nazareth erregt Jesus den Unmut von Kajaphas, als er den Tempel mit einem Marktplatz vergleicht. Gleichzeitig erfährt er bestürzt von Zachäus, dass er mit Johannes von zu Hause fort muss, um seine Studien fortzusetzen. Maria und Josef reden ihm beschwichtigend zu. Kurz vor Jesu Aufbruch stirbt Amroth. Zu Josefs Schrecken nimmt Jesus beim Abschied ein Kruzifix mit sich. Maria und Josef kommen zu dem Schluss, dass Gott eine Aufgabe für Jesus vorgesehen hat, die zu groß für diese Welt ist.

## Hintergrund
Miguel Zacarías drehte ebenfalls die Filme Jesús, el niño Dios, der die Geburt Jesu schildert, und Jesús, nuestro Señor, der das Wirken des erwachsenen Jesus bis hin zur Kreuzigung beschreibt. Im Jahr 1980 wurden alle drei Filme gemeinsam mit dem ebenfalls von Miguel Zacarías gedrehten Film El pecado de Adán y Eva zu La vida de nuestro señor Jesucristo verarbeitet.